# Ardnacrusha
Ardnacrusha (en irlandais : Ard na Croise) est un village situé dans le comté de Clare, en Irlande.

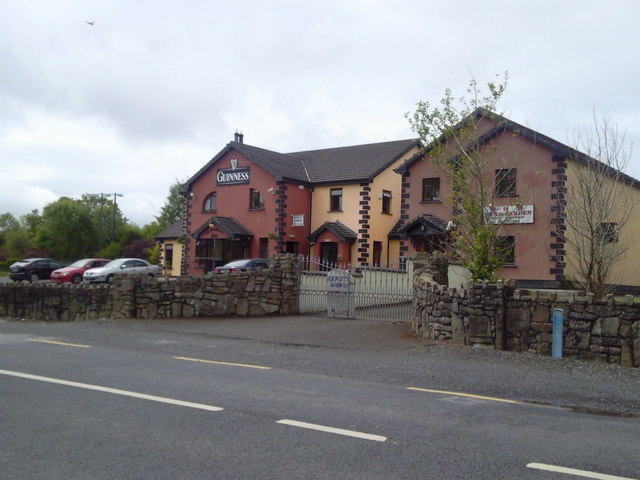
Un pub à Ardnacrusha.

## Géographie
En 1841, le village comptait 17 maisons et 136 habitants.
En 2002, la population était montée à 926 habitants.
Ardnacrusha est situé près de la centrale électrique hydraulique, construite dans les années 1920. En 1935, elle produisait 80 % de l'électricité irlandaise.